# Бачинський Юрій Петрович
Ю́рій Петро́вич Бачи́нський (11 листопада 1976, м. Тернопіль — 8 травня 2023, біля м. Часів Яр, Донецька область) — український військовослужбовець, солдат Збройних сил України, учасник російсько-української війни. Почесний громадянин міста Тернополя (2023, посмертно). Батько Анастасії Бачинської.

## Життєпис
Юрій Бачинський народився 11 листопада 1976 року в місті Тернополі.
Служив стрільцем-санітаром 35-го окремого стрілецького батальйону. Загинув 8 травня 2023 року біля м. Часів Яр на Донеччині.
Похований 11 травня 2023 року на Алеї Героїв Микулинецького цвинтаря м. Тернополя.
Залишилися дружина та четверо дітей.

## Нагороди
- почесний громадянин міста Тернополя (9 червня 2023, посмертно) — за вагомий особистий вклад у становленні української державності та особисту мужність і героїзм у виявленні у захисті державного суверенітету та територіальної цілісності України[2].